# Ormosia amakazarii
Ormosia amakazarii là một loài ruồi trong họ Limoniidae. Chúng phân bố ở miền Cổ bắc.